# Gioan Battista Dell'Acqua
Gioan Battista Dell'Acqua (Vignola, 13 febbraio 1901 – 1991) è stato un medico italiano; allievo all'Università di Bologna di Giacinto Viola e di Antonio Gasbarrini, è stato un esponente della medicina costituzionalistica italiana.

## Biografia
Laureatosi nel 1925 in Medicina all’Università di Bologna, collaborò a lungo sia con la cattedra di Clinica medica, diretta da Viola che lo interessò al filone delle malattie ereditarie e dell’approccio costituzionalista, sia con l’Istituto di Patologia speciale medica in cui Gasbarrini lo orientò alle “problematiche diagnostico-differenziali specie in campo gastroenterologico”.
Dopo la Seconda Guerra Mondiale diresse gli Istituti di Patologia Medica, prima dell'Università di Cagliari (1946-1948) e poi di quella di Bari (1948-1955).
Nel 1955 si trasferì a Ferrara per dirigere la clinica medica della locale università della quale fu rettore, dal 1959 al 1965. Nel 1965 fu chiamato a Roma come preside della Facoltà di Medicina dell'Università Cattolica del Sacro Cuore e in quel ruolo terminò la sua carriera accademica nel 1971, con una lezione di congedo su “La futura costituzionalistica”.

## Opere
- Il sistema endocrino-simpatico nella tubercolosi polmonare, Clinica Medica, anno 56, n. 5 (1925), pp. 7
- (con A.Farinelli e U.Manzoli), L’influenza epidemica nei suoi aspetti clinico-biologici, Cappelli, Bologna 1959, pp. 136
- Il cuore nelle miopatie, Minerva Medica, vol. 50, n. 101 (19 Dicembre 1959), pp. 4228-34
- Relazioni culturali e naturalistico-mediche tra Ferrara e Basilea nel periodo umanistico-rinascimentale, in AA.VV., The Medicine of the 16th Century, Karger, Basel-New York 1964, pp. 127-34
- Il cammino della medicina, L’Arcispedale S.Anna di Ferrara, vol. 18, fasc. 6 (1965), pp. 1039-53
- La costituzione individuale, Acta Medica Romana, anno 3 (1965), fasc. 2, pp. 273-91
- La futura costituzionalistica, Minerva Medica, vol.62, n. 68 (12 settembre 1971), pp. 3177-85